# Ruderverein Krka
Der Ruderverein Krka befindet sich in Dolac, einem Teil der Šibeniker Altstadt. 

## Geschichte
Am 1. November 1923 wurde der Ruderverein Krka in Šibenik gegründet. Der erste Vorsitzende war Julije Gazzari und der Verein hatte mehr als dreihundert Mitglieder. Der erste Trainer war der damalige Vereinssekretär Filip Babić. Das erste gekaufte Ruderboot war der Vierer, mit dem 1924 der erste Titelgewinn erfolgte: Der Vierer gewann die Landesmeisterschaft in Split.
In den ersten Jahren der Vereinstätigkeiten haben die Mäzene die Voraussetzungen für den sportlichen Aufschwung des Vereins geschaffen. Im Jahr 1926 wurde Juraj Dominis als Vereinsvorsitzender gewählt. Während seines Mandats und der fachmännischen Leitung Petar Ivanovs, der aus dem damaligen Ruderverein Diadora aus Zadar nach Krka gekommen ist, wurden einige der bedeutungsvollsten Resultate erzielt. Die Ruderer wurden 1927 bei der Meisterschaft in Šibenik Landesmeister in folgenden Disziplinen: Zweier, Vierer und Achter. 1928 wurden sie Landesmeister im Vierer ohne und 1929 im Vierer mit Steuermann.
Krka ist 1930 wegen der Streitigkeiten über die Teilnahme des Achters an der Europameisterschaft in Belgien aus dem jugoslawischen Ruderverband ausgetreten. Zwei Jahre später hat der Verein seinen ersten internationalen Erfolg erzielt – Bronze in der Disziplin Vierer ohne Steuermann (Ivo Luketa, Ante Baljkas, Ante Jurinić und Stipe Krnčević) bei der Europameisterschaft in Belgrad. Im Jahr 1933 gewannen die Ruderer bei der Jugoslawienmeisterschaft in Split Gold in allen sechs Disziplinen, an denen sie teilgenommen hatten.  Im selben Jahr gewann der Achter Bronze bei der Europameisterschaft in Budapest. Šibenik wurde zum Sitz des jugoslawischen Ruderverbandes und das Zentrum der Ruderveranstaltungen im ehemaligen Staat. 1936 traten der Achter und Vierer mit Steuermann bei den Olympischen Spielen an. Im selben Jahr wurde das Gebäude des Vereins durch einen Brand zerstört. Im Jahr 1939 trat Krka dem im selben Jahr gegründeten Kroatischen Ruderverband bei.
Das Rudern in Šibenik hat während des Zweiten Weltkriegs stark gelitten. Die Boote wurden zerstört und das Vereinsgebäude wurde in ein Militärlagerhaus umgewandelt. Trotzdem gewannen die Ruderer schon 1945 Gold in der Disziplin Vierer der Kadetten bei einer Regatta in Zagreb. 1955 erlangte der Vierer ohne Steuermann Platz vier bei der Europameisterschaft in Gento. Drei Jahre später gewann der kombinierte Vierer (Paško Škarica und drei Ruderer aus Zagreb) bei der Europameisterschaft in Posen die Bronzemedaille. Die 60er Jahre verliefen im Zeichen des talentierten Ruderers Damir Trlaja.
Von 1973 bis 1983 haben die Ruderer in den Disziplinen Achter und Vierer mit Steuermann elf Landesmeistertitel erkämpft. Der sechste Platz an der Weltmeisterschaft auf der berüchtigten Bosbaan in Amsterdam ist einer der wichtigsten internationalen Erfolge dieser Generation. Bei der Feier des 50-jährigen Bestehens ereignete sich das berühmte Rennen zwischen Oxford, Cambridge und Krka in der Königsdisziplin. Zum ersten Mal in der Geschichte des englischen Rudersports nahmen die Oxford- und Cambridge-Achter an einer Regatta teil, die nicht auf der Themse stattfand. Der Achter von Krka kam als erster an das Ziel der 6,5 Kilometer langen Strecke, Cambridge erreichte Platz zwei, Oxford belegte Platz drei.
Nach dem Kroatienkrieg (kroatisch: Domovinski rat) war eines der Ziele das Revitalisieren des Vereins auf jedem Gebiet. Neue Boote, Ruder und andere nötige Ausstattung wurde gekauft und die Trainer weitergebildet. In der fünfjährigen Periode von 1998 bis 2003 nahmen mehr Ruderer an Weltmeisterschaften teil, als in den vorherigen 75 Jahren der Vereinstätigkeit.

## Erfolge
Die Ruderer des Vereins Krka haben 60 Landesmeistertitel (erst Jugoslawien, heute Kroatien) gewonnen und an den Olympischen Spielen 1936 in Berlin, 1948 London, 1960 Rom, 1972 München, 12 Europameisterschaften und 10 Weltmeisterschaften teilgenommen.
Als wichtigste Erfolge zählen die drei Bronzemedaillen von den Europameisterschaften: 
- 1932 in Belgrad – Vierer ohne Steuermann (Ivo Luketa, Ante Baljkas, Ante Jurinić, Stipe Krnčević)
- 1933 in Budapest – Achter (Linardo Bujas, Špiro Grubišić, Josip Turk, Slavko Roša, Stipe Krnčević, Vice Jurišić, Branko Alujević, Mile Blaće und Steuermann Frane Adum)
- 1958 in Posen – Vierer mit Steuermann (Paško Škarica und der Steuermann Ante Butković in Kombination mit drei Ruderern des Rudervereins Mladost Zagreb).